# リン酸化

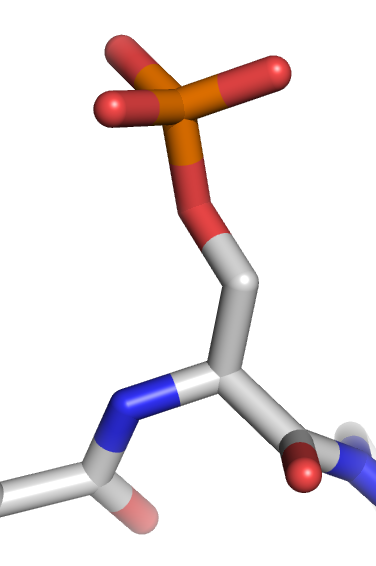
リン酸化したセリン残基。

リン酸化（リンさんか、英語: phosphorylation）は、各種の有機化合物、なかでも特にタンパク質にリン酸基を付加させる化学反応である。この反応は、生化学の中で大きな役割を担っており、2013年2月現在、MEDLINEデータベースのタンパク質のリン酸化に関する記事は21万にも及んでいる。
リン酸化は、「ホスホリル化」とも呼ばれる。リン酸化を触媒する酵素は一般にキナーゼ (Kinase) と呼ばれ、特にタンパク質を基質とするタンパク質キナーゼを単にキナーゼと呼ぶことも多い。
なお、ATP生合成（ADPへのリン酸化）を単にリン酸化と呼ぶこともある（「酸化的リン酸化」等）。

## タンパク質のリン酸化

### 歴史
1906年にフィーバス・レヴィーン (Phoebus A.T.Levene) が、ロックフェラー医学研究センター（アメリカ）でタンパク質卵黄素（ホスビチン、リンタンパク質）にリン酸塩があることを確認した。そして1933年までには、フリッツ・アルベルト・リップマンと共に、カゼイン中にホスホセリンがあることを発見していた。しかしながら、ユージン・P・ケネディが、初の「酵素によるタンパク質のリン酸化」を発表するまでにはさらに20年を要した。

### 反応
タンパク質の可逆的リン酸化は、細菌、古細菌、真核生物のすべての生物に存在する重要な調節機構である。この過程は、キナーゼ（リン酸化）とホスファターゼ（脱リン酸化）と呼ばれる酵素が関係している。多くの酵素と受容体はリン酸化と脱リン酸化でスイッチを入れたり切ったりしている。結果、可逆的リン酸化は、多くの酵素と受容体に構造変化をもたらし、それらを活性化または非活性化させている。リン酸化は通常、真核生物のタンパク質のセリン、トレオニン、そしてチロシンの残基に起こる。セリン、トレオニン、チロシン残基に加えて、リン酸化は原核生物のタンパク質の塩基性アミノ酸残基、ヒスチジン、アルギニン、リシンにも起こる。Rが極性をもつアミノ酸残基へのリン酸の付加は、タンパク質内の疎水性の部分を極端に親水性に反転させることができる。この経路では他のタンパク質の疎水性と親水性残基の相互作用を通してタンパク質の構造変化を導入することができる。
リン酸化の調節の例として、p53癌抑制タンパク質がある。p53タンパク質の調節はとても多く、18以上のリン酸化サイトを含んでいる。活性化したp53は細胞周期の進行を抑えたり（いくつかの要因によっては逆にする）、アポトーシス細胞死を導くことができる。この活動状態は、細胞の状態がダメージを受けているか生理機能が通常の健康な個体を妨げているときのみ生じる。
非活性化シグナルのとき、タンパク質は再び脱リン酸され作用を止める。これは多くのシグナル伝達の形式の機構で、例として光が網膜の感光性細胞によって処理される過程がある。
リン酸化を含む調節作用
反応エネルギーを必要とする生物学的熱力学
身体の水分の含有量の恒常性維持のための浸透圧調節によるナトリウムイオンとカリウムイオンの細胞膜通過輸送時のNa+/K+-ATPアーゼのアスパラギン酸残基のリン酸化
酵素阻害剤の調停
インスリンシグナリング経路の一部分であるAKT（タンパク質キナーゼB）によるGSK-3酵素のリン酸化
C末端Srcキナーゼ (Csk) によるsrcチロシンキナーゼ (sarc) のリン酸化は、キナーゼドメインのマスクが閉じている (off) 状態で構造を巻き付けながら、その酵素の中で構造変化を誘導する。
「認識ドメイン」経由で重要なタンパク質間相互作用
細胞質の構成要素である細胞膜に固定されたNADPHオキシダーゼのリン酸化。現在のマルチタンパク質酵素は、食細胞の作用のタンパク質間相互作用の調節で重要な酵素の役割を果たしている。
タンパク質分解の重要性
1990年代後半に、ATP依存するユビキチン/プロテアソーム経路でいくつかのタンパク質のリン酸化が認められた。これらの標的タンパク質は、リン酸化のときだけE3ユビキチン合成酵素のための基質になる。

## その他のリン酸化
グルコースが細胞に取り込まれると直ちにリン酸化を受けて、グルコース-6-リン酸が生成されるが、これはリン酸化によりグルコースが細胞外に拡散してしまうのを防ぐためである。リン酸化によって電荷を帯びたグルコース-6-リン酸は細胞膜の通過が困難になるからである。リン酸化を受けたグルコースは解糖系などの代謝経路に入る。